# 閣外大臣
閣外大臣（かくがいだいじん）とは、イギリスなどの議院内閣制において常に閣議に参加する大臣（閣内大臣）以外の大臣のことをいう。閣外相と略す。
イギリスの他、カナダ、オーストラリア、フランス、ベルギー、オランダ、リビア、セネガルにも閣外大臣が存在するが、日本に閣外大臣は存在しない。

## イギリス
Minister of Stateが「閣外大臣」と訳され、常に閣議に出席する「閣内大臣」と区別される。

## オーストラリア
オーストラリアでは常に閣議に出席する閣内大臣（Inner Ministers）と所掌が議論される場合にのみ閣議に出席する閣外大臣（Outer Ministers）に分けられる。